# Gibson Explorer
Gibson Explorer, o X-plorer (desde 2002) es una guitarra eléctrica de cuerpo macizo fabricada por Gibson. Fue presentada en 1958, como desarrollo de un prototipo previo denominado «Futura». Se pretendía con ella introducir en el mercado un modelo de líneas radicales e inspiración futurista, como ocurría con sus hermanas, la Flying V y la Gibson Moderne. Inicialmente fracasó y dejó de fabricarse en 1959. Sin embargo, en 1975, Gibson comienza la reedición de la Explorer debido al éxito de diseños similares de otras compañías.

## Historia
Durante la década de 1950, Fender había revolucionado el mercado de guitarras eléctricas con la introducción de sus modelos de cuerpo macizo, en particular la Telecaster y Stratocaster. Su competidora Gibson respondió con el lanzamiento de la Gibson Les Paul, un instrumento de alta calidad pero concebido aún según los esquemas de la luthiería clásica y los métodos de producción artesanal con los que Fender había roto radicalmente.
Desde 1950, Gibson Guitar Corporation estaba presidida por Ted McCarty, un inventor y pionero en el desarrollo de guitarras eléctricas. Consciente de la imagen anticuada que de la compañía tenían el resto de fabricantes, decidió, para dar un vuelco a esta imagen, lanzar al mercado una nueva gama de modelos de líneas atrevidas y aspecto futurista y «espacial», de acuerdo a las modas de aquel momento. Encargó a diferentes diseñadores una serie de bosquejos, y de entre las propuestas recibidas, selecciónó tres.
En la edición de 1957 de la feria de muestras de la NAMM (National Association of Music Merchants), Gibson se presentó con sus tres nuevos modelos de línea futurista: Explorer, Flying V y Moderne, que sorprendieron a la industria de instrumentos musicales y se revelaron demasiado avanzados para su tiempo. Junto con su impactante diseño, tenían en común el estar construidas con korina —también conocida como limba—, una madera tropical procedente de África occidental, de aspecto similar a la caoba aunque más clara, y que la compañía ya había utilizado para sus «lap-steel».
En particular, la Gibson Explorer original tenía el cuerpo y mástil totalmente fabricados en korina con un acabado natural que mostraba las vetas de la madera; e incorporaba dos fonocaptores o «pastillas» de bobinado doble o «humbuckers» junto a dos potenciómetros de volumen y otro de tono. El encordado era idéntico al de la Les Paul, ya que utilizaba un puente Tune-O-Matic. El diapasón era de palisandro, con 22 trastes y marcadores de nácar. Este modelo salió a la venta el 1 de julio de 1958 a un precio de 247,50 dólares; con el paso de los años se ha convertido en una de las piezas de colección más caras del mercado: en 2011, su precio ronda entre los 250.000 y los 310.000 dólares.

## Variantes
Existen diferentes variantes producidas por Gibson. La Studio Explorer es una versión más pequeña que facilita su uso. Existe una Explorer en la línea "Goth" de Gibson, que renueva varios modelos de guitarras Gibson en negro mate. Esta línea incluye a los modelos Explorer, Flying V, SG, y Les Paul. En el año 2007 como parte de una serie de ediciones especiales de sus modelos clásicos Gibson presentó una Gibson Explorer Reverse, la cual daba un giro al diseño de la guitarra con un headstock completamente diferente al común.
Durante 1958 se fabricó una serie de menos de 100 Explorer de madera de Korina. Son buscadas por coleccionistas y se las considera de gran valor.
La filial de bajo coste Epiphone también ha producido Explorer.

## Otros fabricantes
La compañía Hamer creó un modelo a imitación de la Explorer en 1974 llamado Hamer "Standard", ganando mucha popularidad entre los músicos de rock progresivo del momento. 
La compañía Jackson (ahora subsidiaria de Fender) fue demandada por Gibson por su línea de guitarras Kelly, las cuales eran muy similares a la X-plorer pero más ligeras.
Otras compañías que han fabricado Explorer son: ESP, Dean Guitars, e Ibanez.